# Group Home
Group Home é uma dupla musical de Hip Hop formada respectivamente por James Heath e Jamal Felder. Nascidos em Nova York, são rappers e compositores americanos. Fortemente associados ao beatmaker e produtor musical DJ Premier, sendo que criaram diversas músicas juntos.

## Biografia
O Group Home ganhou destaque como membros da Fundação Gang Starr.
Em 1992, Lil' Dap fez sua estreia rimando no clássico Daily Operation de Gang Starr, especificamente na música I'm the Man.
Em 1994, Lil' Dap e o Melachi apareceram no aclamado disco de Gang Starr, Hard to Earn, nas faixas Speak Ya Clout e Words from the Nutcracker.
Em 1995, o grupo lançou seu álbum de estreia, intitulado Livin' Proof. O álbum foi muito bem recebido, principalmente devido ao avançado trabalho de produção musical realizado por DJ Premier.
Em 1999, o Group Home lançou um segundo álbum chamado A Tear for the Ghetto, sendo que desta vez apenas uma faixa foi produzida pelo DJ Premier.
Desde então, pouco se ouviu sobre o grupo. Em 2001, Lil' Dap lançou um single, Brooklyn Zone, e participou de outros lançamentos.
Desde 2007, Lil' Dap é uma artista independente. Em 2008, ele lançou um álbum solo chamado I. A. Dap. Em 2008, Lil' Dap também participou do álbum Main Source do Large Professor.
Pode-se observar que Nas referiu-se ao Group Home na faixa Where Are They Now? em seu álbum Hip Hop Is Dead.
Atualmente, a dupla ocasionalmente se apresenta e sai em turnê com outros artistas, como Cypress Hill. Melachi sofre de turbulência emocional por conta de um abuso de drogas.

## Discografia

### Discos
- 1995 – Livin' Proof
- 1999 – A Tear for the Ghetto
- 2008 – Where Back
- 2010 – Gifted Unlimited Rhymes Universal
- 2017 – Forever

### Videoclipes
- 1995 – Supa Star
- 1995 – Livin' Proof